# 1996 XC3
1996 XC3 är en asteroid i huvudbältet som upptäcktes den 3 december 1996 av den japanska astronomen Takao Kobayashi vid Ōizumi-observatoriet.
Asteroiden har en diameter på ungefär 15 kilometer.